# Cyanea calycina
Cyanea calycina är en klockväxtart som först beskrevs av Adelbert von Chamisso, och fick sitt nu gällande namn av Thomas G. Lammers. Cyanea calycina ingår i släktet Cyanea, och familjen klockväxter. Inga underarter finns listade i Catalogue of Life.